# Тунгар
Тунгар — озеро лагунного типа в Охотском муниципальном округе Хабаровского края, расположено у северного побережья Охотского моря. На востоке вытекает река Правая Ветряная, принадлежит бассейну Охотского моря.

## Общие сведения
Площадь 35 км². Площадь водосборного бассейна — 156 км². Высота над уровнем моря — 1 м. Протяжённость озера 8,1 км, наибольшая ширина − 5,7 км.

## Описание
Озеро имеет округлую форуму, берега слабо изрезаны. Острова отсутствуют. Населённые пункты на водоёме, как и подъездные дороги к озеру, также отсутствуют. Берега (кроме южного) заболочены. Впадает несколько ручьёв, а также реки Вусакач и Детисчан. На юго-западе отделено перешейком от озера Треугольное. На юге тонкая полоска суши отделяет Тунгар от Охотского моря.

## Данные водного реестра
По данным государственного водного реестра России и геоинформационной системы водохозяйственного районирования территории РФ, подготовленной Федеральным агентством водных ресурсов:
- Бассейновый округ — Амурский
- Речной бассейн — Бассейны рек Охотского моря от хребта Сунтар-Хаята до Уды
- Речной подбассейн — нет
- Водохозяйственный участок — Реки бассейна Охотского моря от северо-восточной границы бассейна реки Иня до границы бассейна реки Уда
- Код водного объекта — 20010000111119000001280